# Jan Deyman

Fragment der Anatomischen Vorlesung des Dr. Deyman von Rembrandt van Rijn

Jan Deyman (sowie Joan oder Johannes Deymann) (* 1620 in Amsterdam; † 7. Dezember 1666 ebenda) war ein holländischer Chirurg.

## Biografie
Deyman wurde in der Amsterdamer Bloemstraat als Sohn von Wolphert Deyman, Kapitän zur See, und von Maria Troncquoy geboren.
1638 begann er sein Medizinstudium an der Universität Leiden. 1642 promovierte er an der Universität von Anger (Anjou). In den folgenden Jahren praktizierte Deyman in Amsterdam. 1653 wurde er Inspektor von dem Collegium Medicum. Im Jahre 1653 folgte Deyman auch Nicolaes Tulp als praelector anatomiae und wurde zum Dozenten der Anatomie in Amsterdam. Im selben Jahr wurde er auch zum Inspekteur des Collegium Medicum ernannt sowie zum Professor in der Chirurgie am Atheneum Illustre zu Amsterdam.
In der Kunstgeschichte ist Deyman durch Rembrandts Gemälde Anatomische Vorlesung des Dr. Deyman bekannt, welches 1656 angefertigt wurde und dessen zentrales Fragment sich heute im Amsterdam Museum in Amsterdam befindet. 
Deyman war verheiratet mit Maria Bas, die einer wohlhabenden Amsterdamer Patrizierfamilie entstammte.